# Kunbaracs
Kunbaracs là một thị trấn thuộc hạt Bács-Kiskun, Hungary. Thị trấn này có diện tích 55,11 km², dân số năm 2010 là 643 người, mật độ 12 người/km².